# Kady Diarra
Kady Diarra est une artiste, chanteuse, danseuse et musicienne burkinabé.

## Biographie

### Enfance et début
Kady Diarra est née et a grandi à Abidjan en Côte d'Ivoire, dans les années 70. Elle s'est intéressée à la musique dans son enfance parce qu'elle est née dans une famille de musiciens. Elle suivait ses grands-parents dans les cérémonies, mariages, baptêmes et dansait avec les porteurs de masques lors des cérémonies à côté de son père.

## Discographie

### Album
- 1999 : Faso Bara[4]
- 2000 : Dianako[5]
- 2009 : Noumou[6],[7]
- 2021 : Burkina Hakili[8]

## Note et référence
1. ↑  « Kady Diarra | Lamastrock » (consulté le 14 janvier 2023)
2. ↑  « Personnes | Africultures : Diarra Kady », sur Africultures (consulté le 14 janvier 2023)
3. ↑  Parfait SAWADOGO, « Rétrospective de 2022 : «2022 fut une année très riche en concerts et en rencontres», Kady Diarra, artiste musicienne », sur Infos Culture du Faso, 13 janvier 2023 (consulté le 14 janvier 2023)
4. ↑  « Musiques d'ici et de Bobo Dioulasso », sur L'Hebdo du Vendredi, 3 février 2011 (consulté le 14 janvier 2023)
5. ↑  « Kady Diarra », sur Evene.fr (consulté le 14 janvier 2023)
6. ↑  « KADY DIARRA », sur KADY DIARRA (consulté le 14 janvier 2023)
7. ↑  « Kady Diarra : Noumou - nouvel Album dans les bacs à partir du 10 Septembre 2009 », sur www.capcampus.com (consulté le 14 janvier 2023)
8. ↑  « Burkina Faso : Kady Diarra, musicienne et femme intègre – Jeune Afrique », sur JeuneAfrique.com (consulté le 14 janvier 2023)